# NBA In-Season Tournament
 Der er for få eller ingen kildehenvisninger i denne artikel, hvilket er et problem. Du kan hjælpe ved at angive troværdige kilder til de påstande, som fremføres i artiklen.

NBA In-Tournament er en form for pokalturnering for de 30 hold, der er optaget i den nordamerikanske basketball-liga NBA. Turneringen spilledes første gang i november-december 2023.
Det vindende hold vinder en pokal og dets spillere får hver 500.000 USD.

## Turneringen
De 30 hold fordeles i seks grupper med tre i øst- og tre i vestkonferencerne og under hensyn til holdenes placering i foregående sæsons grundspil. Gruppens fem hold spiller alle mod alle, og disse kampe medregnes i grundspillet i hovedturneringen.
De seks gruppevindere går sammen med med to wild-cart hold videre til kvartfinalen, som er en knald-eller-fald-runde. Disse fire kampe tæller også med i grundspillet.
De to semifinaler og finalen afvikles samme sted og så intet hold får hjemmebane. Semifinalerne medregnes også i grundspillet, hvilket ikke gælder
selve finalekampen.
Semifinalerne og finalen spilledes i 2023-udgaven i Las Vegas 7. hhv. 9. december 2023. Los Angeles Lakers vandt finalen over Indiana Pacers og Lakers' LeBron James blev kåret som finalens mest værdifulde spiller.